# Out of Exile
Out of Exile är Audioslaves andra studioalbum, utgivet den 23 maj 2005. Fyra singlar släpptes från albumet, "Be Yourself", "Your Time Has Come", "Doesn't Remind Me" och "Out of Exile". Det nådde första plats på Billboard 200 och femte på UK Albums Chart.

## Låtlista
Alla texter skrivna av Chris Cornell och all musik av Audioslave förutom "Super Stupid" som är en cover på Funkadelic
1. "Your Time Has Come" – 4:15
2. "Out of Exile" – 4:51
3. "Be Yourself" – 4:39
4. "Doesn't Remind Me" – 4:15
5. "Drown Me Slowly" – 3:53
6. "Heaven's Dead" – 4:36
7. "The Worm" – 3:57
8. "Man or Animal" – 3:53
9. "Yesterday to Tomorrow" – 4:33
10. "Dandelion" – 4:38
11. "#1 Zero" – 4:59
12. "The Curse" – 5:09
13. "Super Stupid" (bonusspår på den japanska utgåvan) – 3:27
14. "Like a Stone" (Live) (bonusspår på de amerikanska och japanska utgåvorna) – 4:24

## Medverkande
- Tim Commerford - bas
- Chris Cornell - sång
- Tom Morello - gitarr
- Brad Wilk - trummor